# Позичайка Аріетті
«Позичайка Аріетті» (яп. 借り ぐらし の アリエッティ, Karigurashi no Arrietty англ. The Secret World of Arrietty) — повнометражний аніме-фільм, що вийшов на студії «Ghibli» 2010 року. Знятий за романом Мері Нортон «Позичайки» (англ. The Borrowers), автор сценарію — Хаяо Міядзакі, режисер — Хіромаса Йонебаяші. Музику до фільму написала Сесіль Корбел. Бюджет фільму склав 23 млн доларів, касові збори — 145 млн.
Про створення цього аніме фільму було повідомлено наприкінці 2009 року. Це аніме стало дебютним для молодого режисера Хіромаси Йонебаяші. Крім того, він став наймолодшим режисером студії Ґіблі. У квітні 2010 року стало відомо хто стане сейю та композитором цього аніме.
На блакитні екрани Японії «Позичайка Аріетті» вийшла 17 липня 2010 року, і одразу ж отримала схвальні відгуки щодо анімації та звуку. «Позичайка» також стала найкасовішим японським фільмом за 2010 рік, зібравши понад $145 мільйонів в усьому світі. Це аніме теж перемогло у номінації «Анімація Року» на 34-й церемонії нагородження Японської академії премії.
Англійською мовою аніме продублювали дві студії: 29 липня 2011 року Британська студія дубляжу Studio Canal та 17 лютого 2012 року студія Walt Disney Pictures.
В український прокат стрічка не виходила, проте українською мовою аніме було озвучене студією «Омікрон» на замовлення сайту Hurtom в рамках проєкту «Хочеш кіно українською? Замовляй!» у вересні 2012 року.

## Сюжет
Історія розповідає про крихітних людей, які називають себе «позичайками». Вони живуть поруч зі звичайними людьми та користуються людськими речами в міру потреби. Їхнє існування зберігається в секреті, оскільки потрапити на очі людям означає для них серйозні проблеми. Одну з позичайок — дівчинку Аріетті — випадково помітив 12-річний Шьо.
Історія починається з приїзду в маєток хлопчика, на ім'я Шьо. Машина, на якій його привезли, не може проїхати, оскільки дорогу перегороджує автомобіль служниці. Поки тітка ходить за служницею, Шьо звертає увагу на кішку, яка полює на когось в траві. Кішку відганяє ворон, а здобиччю виявляється крихітна дівчинка. Розглянути її уважно Шьо не встигає, але все ж розуміє, що саме він бачив.
Дівчинка повертається у своє маленьке помешкання, розташоване в підвалі будинку, де житиме Шьо. Аріетті живе з батьками: дуже емоційною мамою та незворушним батьком, який забезпечує сім'ю всім необхідним. Цього вечора батько вперше бере Аріетті на пошук необхідних для дому речей. Таким чином Аріетті стане справжньою позичайкою.
Попри заборону батьків, Аріетті заприятелювала з Шьо. Але їхня таємниця все ж була розкрита допитливою служницею Хару, якій вдалося знайти помешкання родини Аріетті, тож позичайки змушені шукати собі нове житло.
У кінці фільму Аріетті прощається з Шьо і пливе разом з батьками та другом родини Спіллером до нового місця.

## Відзнаки
- 2011: Премія Японської академії за найкращий анімаційний фільм року[5]
- 2011: «Tokyo Anime Awards» за найкращий анімаційний фільм року[6]
- 2012: 2012 Golden Tomato Awards за найкращий анімаційний фільм[7]